# 上島明
上島 明（かみじま あきら、1904年6月25日 - 1988年10月22日）は、日本の経営者。住友倉庫社長、会長を務めた。

## 経歴
長野県上伊那郡伊那富村（現辰野町）出身。旧制諏訪中学（長野県諏訪清陵高等学校）を経て、1929年に東京商科大学を卒業し、同年に住友倉庫に入社。1952年11月に取締役に就任し、常務、専務を経て、1965年5月に社長に就任。1970年11月に会長に就任し、1978年6月には相談役に就任。
1971年11月に藍綬褒章を受章し、1977年4月に勲三等旭日中綬章を受章。
1988年10月22日に心不全のため死去。84歳没。